# 배성서
배성서(裵聖瑞, 1944년 5월 26일 ~ 2025년 3월 5일)는 대한민국의 야구인이자, 전 빙그레 이글스 창단 감독이다.
평안북도 영변 출신으로, 서울에서 성장하여 선수 생활을 시작했다. 포수 출신으로 선린상고와 건국대학교를 졸업하고, 이후 실업 야구 팀 한일은행 등에서 활약하였다. 1973년부터 감독 생활을 시작하여 영남대학교 야구부 창단 감독으로 데뷔하였다. 이후 스파르타식의 훈련으로 신생 팀을 이끌고 1977년까지 3차례 전국 대회에서 우승였다. 이후 동국대학교, 한양대학교 야구부 감독을 역임하였고 1982년 한국 프로 야구 출범 당시 MBC 청룡의 감독으로 낙점되었으나, 일본 프로 야구 출신 대스타였던 백인천에 밀려 부임하지 못했으며 백인천 초대 감독이 1983년 4월말 개인 사정 때문에 물러나면서 후임 감독 물망에 한때 거론되기도 했다.
1986년 빙그레 이글스가 KBO 리그 제7구단으로 출범하자 창단 감독으로 부임하였다. 빙그레는 2군에서 1년 간의 시범 운영을 거쳐 1986년부터 1군 리그에 참여하였다. 신생 팀의 불리함으로 최하위를 면치 못했고 계약이 끝난 후 물러났으나, 후임 감독으로 빙그레 이글스의 전성기를 이끈 김영덕은 전임 배성서 감독의 혹독한 훈련 때문에 팀이 정비되어 좋은 성적을 거둘 수 있었다고 밝혔다.
1989년에 MBC 청룡의 감독으로 부임했지만, 이미 전임 유백만 감독의 자율 야구에 길들여진 선수들이 강압적인 스파르타식 훈련을 받아들이지 않으려고 했고, 특히 취임할 무렵에 투수 정삼흠이 대놓고 배성서에게 항명한 사건이 있었다. 이후에도 몇몇 선수들이 공개적으로 구단 경영진에게 감독 교체를 요구하는 등의 소동으로 팀의 성적은 곤두박질쳤다. 이렇게 팀 운영에 골치를 앓은 MBC는 이듬해인 1990년 1월 18일 럭키금성그룹에 야구단을 매각했고, 인수 후 3월 15일에 이름을 바꾼 LG 트윈스는 백인천을 초대 감독으로 내정하며 배성서는 MBC 청룡 최후의 감독이 되었다.
이후 고교 야구 팀에 총감독으로 간여하긴 했지만, 야구계 일선에 다시 나서지 못했다. 그 외에도 KBO의 경기 감독관으로 활동하였다.
강압적인 지도 스타일 때문에 프로에서는 좋은 성적을 거두지 못했지만, 김재박, 장종훈, 한대화 등 푸로야구계의 스타 선수들을 발굴해 키워냈다
2012년 11월 일명 "꽃제비"와 같이 북한에서 숨기고 싶어하는 정보가 저장된 하드 드라이브를 실수로 반입해 북한에 억류된 이후 최고재판소에서 '반 공화국 적대 범죄'로 15년의 노동 교화형을 선고받은 대한민국계 미국인 케네스 배(배준호)의 아버지로 뒤늦게 알려졌으며, 이는 배성서가 2013년 8월 시애틀 퀘스트 교회에서 열린 "케네스 배 석방 기도회"에 참석하면서 밝혀졌다. 배성서는 빙그레 이글스의 창단 감독을 맡을 무렵에 자신을 제외한 모든 가족들이 도미하여 기러기 아빠 생활을 했다고 밝히기도 했다. 이 사건과 함께 아들의 건강 악화 사실이 밝혀진 후, 북한 당국의 방북 및 면담 승인을 받아 그 해 10월 평양 순안 국제공항에 도착하여 케네스 배와 상봉하였다. 상봉을 위한 방북 이후 미국 정부의 노력 끝에 2014년 11월 8일, 아들 케네스 배가 함께 억류되어 있었던 매튜 토드 밀러와 함께 석방됐으며, 다시는 아들이 북한으로 못 가게 막을 거라고 소감을 밝혔다.
2025년 3월 5일에 사망했다.

## 출신 학교
- 선린중학교
- 선린상업고등학교
- 건국대학교